# Браншо, Лора
Лора Браншо (англ. Laura Branchaud, 15 февраля 1960, Оттава, Канада) — канадская хоккеистка (хоккей на траве), полевой игрок. Бронзовый призёр чемпионата мира 1986 года, бронзовый призёр Панамериканских игр 1987 года. Участвовала в летних Олимпийских играх 1984 года.

## Биография
Лора Браншо родилась 15 февраля 1960 года в канадском городе Оттава.
Играла в хоккей на траве за Оттаву.
В 1984 году вошла в состав женской сборной Канады по хоккею на траве на летних Олимпийских играх в Лос-Анджелесе, занявшей 5-е место. Играла в поле, провела 5 матчей, забила 2 мяча (по одному в ворота сборных Австралии и Новой Зеландии).
В 1986 году завоевала бронзовую медаль на чемпионате мира в Амстелвене, где забила 1 мяч.
В 1987 году завоевала бронзовую медаль хоккейного турнира Панамериканских игр в Индианаполисе. В том же году выступала в Трофее чемпионов, где канадки заняли 4-е место.
В 1988 году вошла в состав женской сборной Канады по хоккею на траве на летних Олимпийских играх в Сеуле, занявшей 6-е место. Играла в поле, провела 5 матчей, мячей не забивала.